# Silence (álbum de Blindside)
Silence é o terceiro álbum de estúdio da banda sueca Blindside, lançado a 20 de Agosto de 2002.
O disco atingiu o nº 83 da Billboard 200.
| Críticas profissionais                                                      | Críticas profissionais |
| Avaliações da crítica                                                       | Avaliações da crítica  |
| Fonte                                                                       | Avaliação              |
| --------------------------------------------------------------------------- | ---------------------- |
| Allmusic                                                                    | [ 2 ]                  |
| Jesus Freak Hideout                                                         | [ 3 ]                  |
| Esta tabela precisa de ser acompanhada por texto em prosa. Consulte o guia. |                        |

## Faixas
1. "Caught a Glimpse" – 3:25
2. "Pitiful" – 3:14
3. "Sleepwalking" – 4:03
4. "Cute Boring Love" – 3:36
5. "The Endings" – 3:44
6. "You Can Hide It" – 3:11
7. "Thought Like Flames" – 3:54
8. "Time Will Change Your Heart" – 2:58
9. "Painting" – 3:36
10. "Midnight" – 4:12
11. "Coming Back to Life" – 2:49
12. "She Shut Your Eyes" – 2:59
13. "Silence" – 5:37

## Créditos
- Daniel Berglund - Percussão
- Marcus Dohlstrom - Bateria
- Simon Grenehed - Guitarra, vocal de apoio
- Orjan Haage - Viola
- Jakob Humck - Baixo
- Christian Lindskog - Vocal
- Eva-Britt Midander - Violino
- Tomas Naslund - Baixo
- Uir Sundquist - Bateria